# Smart Roadster
Smart Roadster var en mindre sportbil som presenterades 2003. Den baserades på en förlängd plattform från den mindre Fortwo. 
Modellen fanns i två utföranden; som Roadster och som Roadster Coupé. Den sistnämnda hade en kombiliknande överbyggnad på bakstammen vilket resulterade i ett något större bagageutrymme. Båda varianterna gick att få med antingen avtagbart targatak eller ett elstyrt tygtak. Motorn var en mittmonterad trecylindrig turbomatad motor på 700 cc och gick att få i tre olika trimningsgrader, 61, 82 och den värsta modellen med 101 hästkrafter. Den sistnämnda levererades uteslutande av den tyska trimfirman Brabus som en "lyx" variant. Detta gav då bilen en fullt acceptabel prestanda då den endast vägde 790 kg.
I slutet av 2005 lades produktionen av modellen ned, på grund av en låg efterfrågan och en ändrad varumärkesstrategi hos Smart och då hade drygt 43 000 bilar tillverkats. Efter detta såldes rättigheterna till design och produktionslina till ett brittiskt företag, som under 2007 planerade att återuppta tillverkningen, men då under det klassiska brittiska märket AC.